# Gesamtanlage Bruchsal-Heidelsheim
Die Gesamtanlage Bruchsal-Heidelsheim ist ein denkmalgeschütztes Ensemble im Ortsteil Heidelsheim der Stadt Bruchsal im Landkreis Karlsruhe in Baden-Württemberg. Geschützt ist seit 24. Oktober 2006 der weitgehend erhaltene mittelalterliche Stadtgrundriss der Altstadt von Heidelsheim.

## Allgemeines

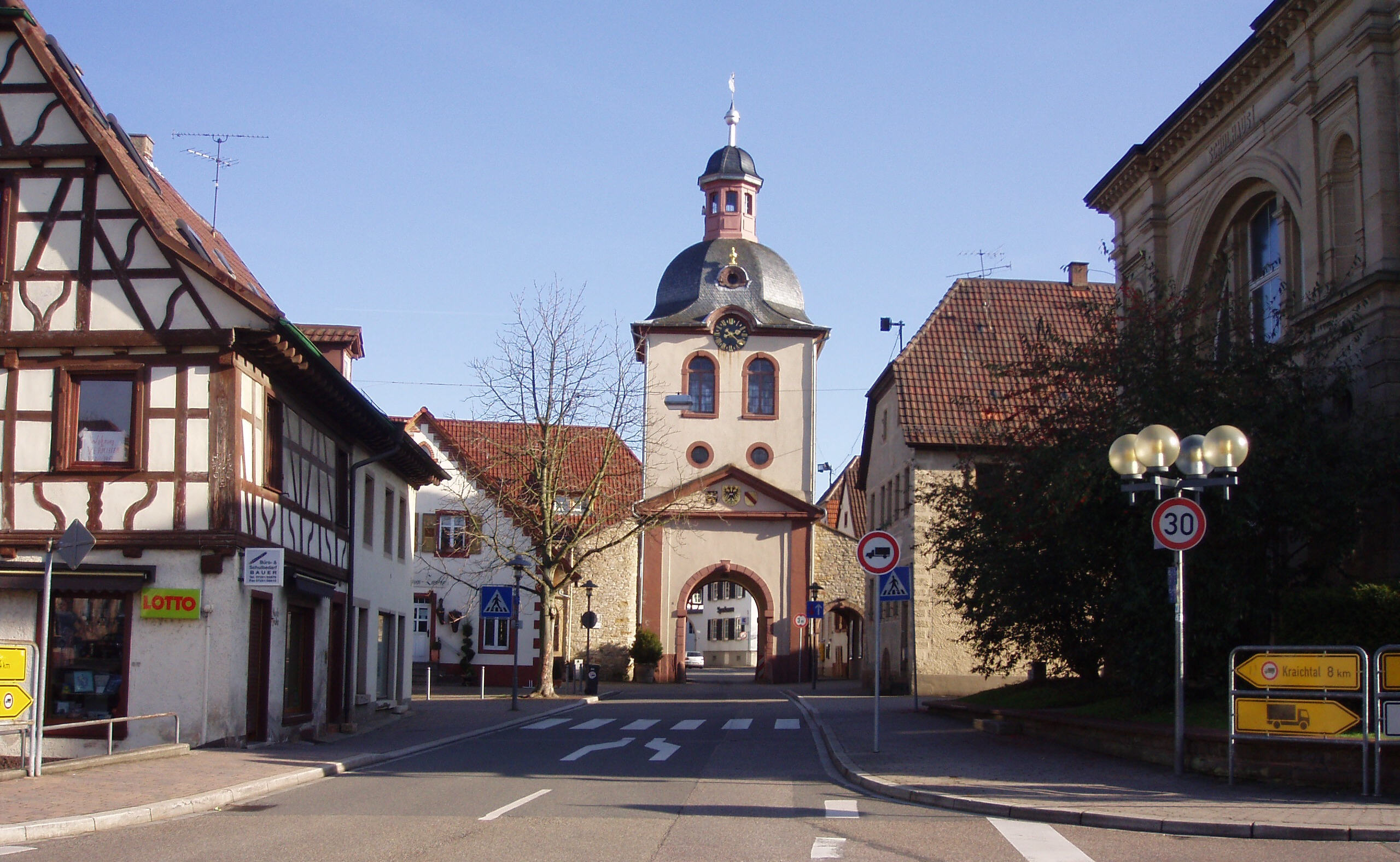
Ortskern von Heidelsheim

Gesamtanlagen schützen gemäß § 19 Denkmalschutzgesetz Baden-Württemberg Straßen-, Platz- und Ortsbilder, an deren Erhaltung aus wissenschaftlichen, künstlerischen oder heimatgeschichtlichen Gründen ein besonderes öffentliches Interesse besteht. Geschützt ist das überlieferte Erscheinungsbild der Gesamtanlage mit seinen Bestandteilen und Merkmalen. Neben Bauwerken zählen dazu auch Straßen- und Platzräume oder Grün- und Freiflächen. Schützenswert können außerdem die topographische Lage, der Ortsgrundriss oder eine Stadtsilhouette sein. Der Gesamtanlagenschutz umfasst bei Gebäuden nur die von außen sichtbaren Teile; bei Kulturdenkmalen innerhalb der Gesamtanlage, die zusätzlich nach anderen Bestimmungen des Gesetzes geschützt sind, ist darüber hinaus auch das Innere Gegenstand des Denkmalschutzes.

## Beschreibung
Der weitgehend erhaltene mittelalterliche Stadtgrundriss von Heidelsheim besteht aus der um 1200 gegründeten ovalen Kernstadt und der westlich anschließenden Stadterweiterung des 14. Jahrhunderts. Besonderes Kennzeichen ist der historische Gebäudebestand aus der Phase des Wiederaufbaus nach der fast vollständigen Brandzerstörung Heidelsheims 1689 im Pfälzischen Erbfolgekrieg. Die Altstadt hat sich ihre ursprüngliche Struktur bewahrt. Das Stadtbild bestimmen noch immer die Türme der Pfarrkirche und der Stadtbefestigung sowie das Nebeneinander von repräsentativer Bebauung und stattlichen Bauern- und Bürgerhäusern an der zentralen Achse der Stadt und am Marktplatz sowie von schlichter, kleinteiliger Bebauung an den Nebenstraßen.
Teile der Gesamtanlage Heidelsheim:

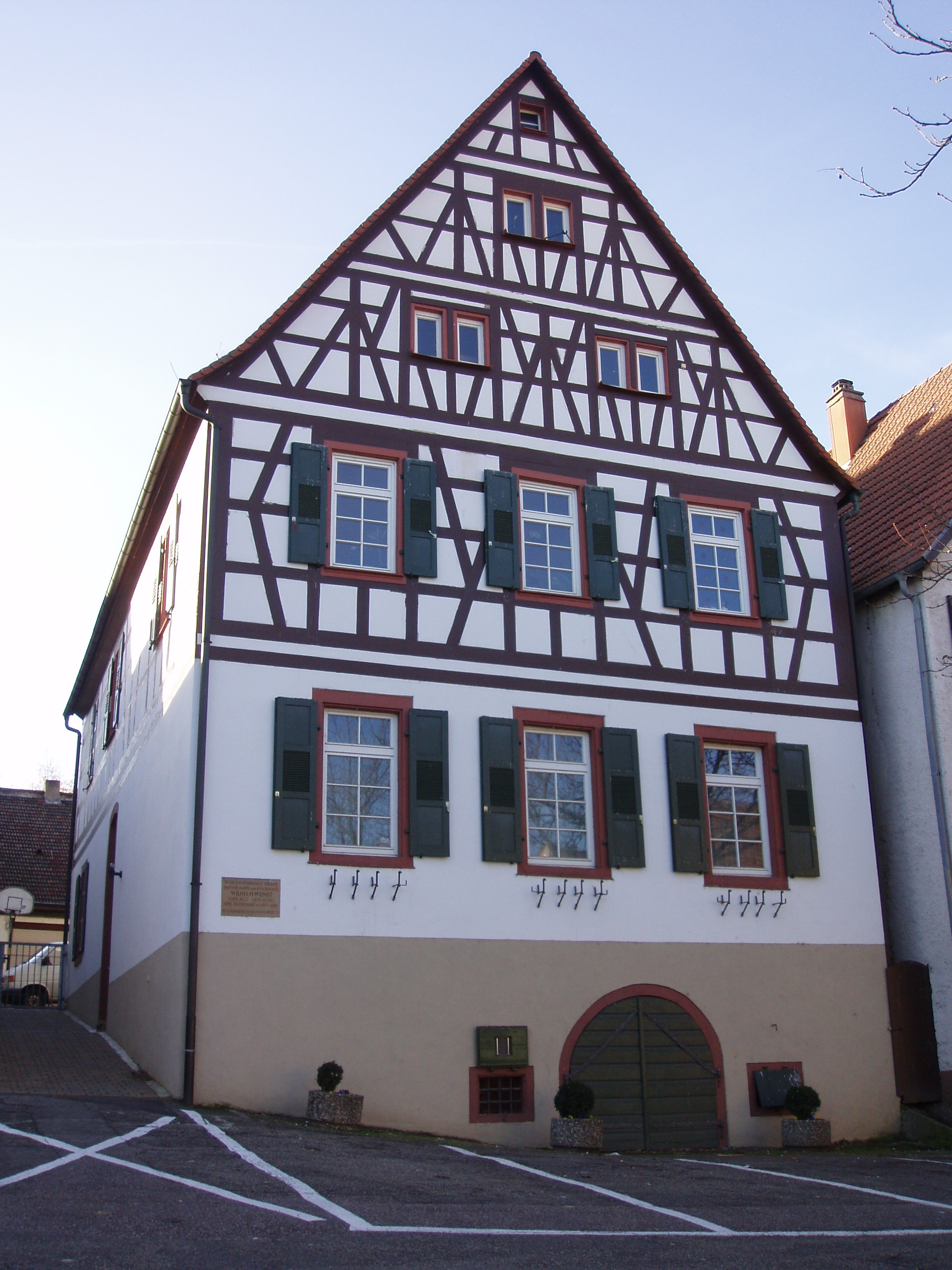
Marktplatz 9